# (6802) Černovice
(6802) Černovice ist ein Asteroid des äußeren Hauptgürtels, der am 24. Oktober 1995 von dem tschechischen Astronomen Miloš Tichý am Kleť-Observatorium (IAU-Code 046) bei Český Krumlov entdeckt wurde.
Der Asteroid wurde am 28. August 1996 nach der Stadt Černovice u Tábora an der Grenze der Kreise Kraj Vysočina und Südmährischer Kreis im westlichsten Teil der Křemešnické vrchoviny benannt, in der der Entdecker seine Jugend verbrachte.